# Ululodes nigripes
Ululodes nigripes là một loài côn trùng trong họ Ascalaphidae thuộc bộ Neuroptera. Loài này được Banks miêu tả năm 1943.